# Тигран I
Тигран I (на арменски: Տիգրան Առաջին) е цар на Велика Армения от 115 до 95 пр.н.е. Неговият брат Артавазд I няма наследници и по този начин Тигран управлява Армения след него, като представител на Арташесидите. Не е сигурно дали Тигран II Велики е негов син или е дете на брат му Артавазд I.